# Politique dans l'Aveyron
 (février 2021).
Si vous disposez d'ouvrages ou d'articles de référence ou si vous connaissez des sites web de qualité traitant du thème abordé ici, merci de compléter l'article en donnant les références utiles à sa vérifiabilité et en les liant à la section « Notes et références ».
Cet article présente différents aspects de la vie politique du département français de l'Aveyron, un département du Sud de la France.

## Histoire
Le département de l'Aveyron est, dans la région Occitanie, le seul à ne pas avoir de conseil général présidé par un élu de gauche, PS ou PRG. Il est historiquement à droite depuis la fin de la Seconde Guerre mondiale.

## Préfectures
- Préfet de l'Aveyron (Rodez) : Claire Chauffour-Rouillard[1]
- Sous-préfète de Millau : Juliette Beregi[2]
- Sous-préfet de Villefranche-de-Rouergue : Christophe Burbaud[3]

## Mairies
Liste des maires des villes de plus de 5 000 habitants :
- Maire de Rodez : Christian Teyssèdre - DVG
- Maire de Millau : Emmanuelle Gazel - PS
- Maire d'Onet-le-Château : Jean-Philippe Keroslian - LR
- Maire de Villefranche-de-Rouergue : Jean-Sébastien Orcibal - MR
- Maire de Saint-Affrique : Sébastien David - LR
- Maire de Luc-la-Primaube : Jean-Philippe Sadoul - UDI
- Maire de Decazeville : François Marty - DVC

## Conseil départemental

Résultats des élections départementales de 2021 par canton dans l'Aveyron.

Conseillers départementaux de l'Aveyron en 2021
| Président du Conseil général                                               |                                      |     |    |
| Arnaud Viala - HOR                                                         |                                      |     |    |
| Majorité départementale - Union de la droite et du centre (34 conseillers) |                                      |     |    |
|                                                                            | Divers droite                        | DVD | 19 |
|                                                                            | Les Républicains                     | LR  | 10 |
|                                                                            | Union des démocrates et indépendants | UDI | 4  |
|                                                                            | Mouvement radical                    | MR  | 1  |
| Opposition - Union de la gauche (10 conseillers)                           |                                      |     |    |
|                                                                            | Divers gauche                        | DVG | 7  |
|                                                                            | Parti radical de gauche              | PRG | 2  |
|                                                                            | Parti socialiste                     | PS  | 1  |
| Opposition - Sans étiquette (2 conseillers)                                |                                      |     |    |
|                                                                            | Sans étiquette                       | SE  | 2  |

## Conseil régional
Le département de l'Aveyron a 9 conseillers au conseil régional d'Occitanie, dont l'assemblée se situe à Montpellier. La présidente est Carole Delga (PS) depuis le 4 janvier 2016. 
| Personnalités             | Parti | Parti | Liste             |
| ------------------------- | ----- | ----- | ----------------- |
| Stéphane Berard           |       | PS    | Carole Delga      |
| Clément Carles            |       | DVG   | Carole Delga      |
| Emmanuelle Gazel          |       | PS    | Carole Delga      |
| Jean-Philippe Kersolian   |       | LR    | Aurélien Pradié   |
| Marie Lacaze              |       | PRG   | Carole Delga      |
| Bruno Leleu               |       | RN    | Jean-Paul Garraud |
| Pascal Mazet              |       | PCF   | Carole Delga      |
| Christine Sahuet          |       | DVG   | Carole Delga      |
| Anne-Claire Solier-Assier |       | LR    | Aurélien Pradié   |

## Assemblée nationale

Couleur politique des députés par circonscription.

| Circ. | Nom                   |  | Parti | Groupe                      | Suppléant          |
| ----- | --------------------- |  | ----- | --------------------------- | ------------------ |
| 1re   | Stéphane Mazars       |  | RE    | Ensemble pour la République | Pauline Cestrieres |
| 2e    | Laurent Alexandre     |  | LFI   | La France insoumise         | Dorothée Pic       |
| 3e    | Jean-François Rousset |  | RE    | Ensemble pour la République | Yolène Pages       |

## Sénat
- Sénateur de l'Aveyron : Jean-Claude Anglars  - LR
- Sénateur de l'Aveyron : Alain Marc - MR

## Résultats électoraux sous laVeRépublique
| Scrutin                                             | 1er tour | 1er tour                       | 1er tour | 1er tour | 1er tour                   | 1er tour | 1er tour | 1er tour                    | 1er tour | 1er tour | 1er tour                          | 1er tour | 2d tour     | 2d tour                        | 2d tour     | 2d tour     | 2d tour                   | 2d tour     |
| Scrutin                                             | 1er      | 1er                            | %        | 2e       | 2e                         | %        | 3e       | 3e                          | %        | 4e       | 4e                                | %        | 1er         | 1er                            | %           | 2e          | 2e                        | %           |
| --------------------------------------------------- | -------- | ------------------------------ | -------- | -------- | -------------------------- | -------- | -------- | --------------------------- | -------- | -------- | --------------------------------- | -------- | ----------- | ------------------------------ | ----------- | ----------- | ------------------------- | ----------- |
| Présidentielle 1965                                 |          | Charles de Gaulle (UNR)        | 40,32    |          | François Mitterrand (CIR)  | 28,00    |          | Jean Lecanuet (MRP)         | 24,03    |          | Jean-Louis Tixier-Vignancour (SE) | 4,37     |             | Charles de Gaulle (UNR)        | 56,38       |             | François Mitterrand (CIR) | 43,62       |
| Présidentielle 1969                                 |          | Georges Pompidou (UDR)         | 55,52    |          | Alain Poher (CD)           | 23,13    |          | Jacques Duclos (PCF)        | 12,49    |          | Gaston Defferre (SFIO)            | 3,94     |             | Georges Pompidou (UDR)         | 65,04       |             | Alain Poher (CD)          | 34,96       |
| Présidentielle 1974                                 |          | Valéry Giscard d'Estaing (RI)  | 40,68    |          | François Mitterrand (PS)   | 37,95    |          | Jacques Chaban-Delmas (UDR) | 12,04    |          | Jean Royer (SE)                   | 3,93     |             | Valéry Giscard d'Estaing (RI)  | 56,61       |             | François Mitterrand (PS)  | 43,39       |
| Présidentielle 1981                                 |          | Valéry Giscard d'Estaing (UDF) | 30,27    |          | François Mitterrand (PS)   | 25,87    |          | Jacques Chirac (RPR)        | 21,95    |          | Georges Marchais (PCF)            | 9,63     |             | Valéry Giscard d'Estaing (UDF) | 51,89       |             | François Mitterrand (PS)  | 48,11       |
| Présidentielle 1988                                 |          | François Mitterrand (PS)       | 33,58    |          | Jacques Chirac (RPR)       | 24,77    |          | Raymond Barre (SE)          | 18,50    |          | Jean-Marie Le Pen (FN)            | 8,87     |             | François Mitterrand (PS)       | 50,51       |             | Jacques Chirac (RPR)      | 49,49       |
| Cantonales 1992                                     |          | UDF                            | 25,88    |          | DVD                        | 21,65    |          | RPR                         | 17,05    |          | PS                                | 15,89    |             | UDF                            | 26,38       |             | PS                        | 25,53       |
| Présidentielle 1995                                 |          | Jacques Chirac (RPR)           | 26,03    |          | Lionel Jospin (PS)         | 24,57    |          | Édouard Balladur (RPR)      | 21,05    |          | Jean-Marie Le Pen (FN)            | 8,51     |             | Jacques Chirac (RPR)           | 55,87       |             | Lionel Jospin (PS)        | 44,13       |
| Législatives 1997                                   |          | UDF                            | 20,79    |          | RPR                        | 20,23    |          | PS                          | 16,94    |          | PRG                               | 14,77    |             | UDF                            | 33,05       |             | PS                        | 29,17       |
| Régionales 1998                                     |          | RPR                            | 39,82    |          | PS                         | 34,20    |          | UDF                         | 17,99    |          | FN                                | 7,99     | Tour unique | Tour unique                    | Tour unique | Tour unique | Tour unique               | Tour unique |
| Sénatoriales 1998                                   |          | Jean Puech (DL)                | 65,32    |          | Bernard Seillier (DL)      | 63,85    |          | Armand Vernhettes (PRG)     | 23,53    |          | Gérard Deruy (PS)                 | 23,28    | Tour unique | Tour unique                    | Tour unique | Tour unique | Tour unique               | Tour unique |
| Européennes 1999                                    |          | François Hollande (PS)         | 23,19    |          | Charles Pasqua (RPF)       | 14,78    |          | Nicolas Sarkozy (RPR)       | 14,05    |          | François Bayrou (UDF)             | 11,80    | Tour unique | Tour unique                    | Tour unique | Tour unique | Tour unique               | Tour unique |
| Présidentielle 2002                                 |          | Jacques Chirac (RPR)           | 22,18    |          | Lionel Jospin (PS)         | 16,31    |          | Jean-Marie Le Pen (FN)      | 12,11    |          | Jean Saint-Josse (CPNT)           | 8,21     |             | Jacques Chirac (RPR)           | 88,14       |             | Jean-Marie Le Pen (FN)    | 11,86       |
| Législatives 2002                                   |          | UMP                            | 35,83    |          | PS                         | 23,82    |          | FN                          | 5,20     |          | PRG                               | 4,98     |             | UMP                            | 57,08       |             | PS                        | 42,92       |
| Cantonales 2004                                     |          | UMP                            | 28,60    |          | PS                         | 22,25    |          | DVD                         | 19,96    |          | DVG                               | 10,12    |             | PS                             | 44,28       |             | UMP                       | 32,55       |
| Régionales 2004                                     |          | Martin Malvy (PS)              | 35,30    |          | Jacques Godfrain (UMP)     | 32,17    |          | Michel Valdiguié (UDF)      | 9,23     |          | Louis Aliot (FN)                  | 7,98     |             | Martin Malvy (PS)              | 50,76       |             | Jacques Godfrain (UMP)    | 40,94       |
| Européennes 2004                                    |          | Kader Arif (PS)                | 29,08    |          | Alain Lamassoure (UMP)     | 18,05    |          | Jean-Marie Cavada (UDF)     | 17,06    |          | Gérard Onesta (LV)                | 7,61     | Tour unique | Tour unique                    | Tour unique | Tour unique | Tour unique               | Tour unique |
| Présidentielle 2007                                 |          | Nicolas Sarkozy (UMP)          | 28,74    |          | Ségolène Royal (PS)        | 27,17    |          | François Bayrou (UDF)       | 21,59    |          | Jean-Marie Le Pen (FN)            | 7,39     |             | Nicolas Sarkozy (UMP)          | 50,83       |             | Ségolène Royal (PS)       | 49,17       |
| Législatives 2007                                   |          | UMP                            | 41,72    |          | PS                         | 25,89    |          | MoDem                       | 8,63     |          | MP                                | 4,40     |             | UMP                            | 53,46       |             | PS                        | 46,54       |
| Sénatoriales 2008                                   |          | Anne-Marie Escoffier (PRG)     | 43,57    |          | Alain Fauconnier (PS)      | 42,62    |          | Jacques Godfrain (UMP)      | 32,86    |          | Jean Puech (UMP)                  | 30,36    |             | Anne-Marie Escoffier (PRG)     | 57,94       |             | Alain Fauconnier (PS)     | 57,35       |
| Européennes 2009                                    |          | Dominique Baudis (UMP)         | 31,07    |          | José Bové (LV)             | 16,74    |          | Kader Arif (PS)             | 15,16    |          | Robert Rochefort (MoDem)          | 10,11    | Tour unique | Tour unique                    | Tour unique | Tour unique | Tour unique               | Tour unique |
| Régionales 2010                                     |          | Martin Malvy (PS)              | 38,65    |          | Brigitte Barèges (UMP)     | 28,52    |          | Gérard Onesta (LV)          | 12,01    |          | Frédéric Cabrolier (FN)           | 6,94     |             | Martin Malvy (PS)              | 60,66       |             | Brigitte Barèges (UMP)    | 39,34       |
| Présidentielle 2012                                 |          | François Hollande (PS)         | 29,44    |          | Nicolas Sarkozy (UMP)      | 25,51    |          | Marine Le Pen (FN)          | 14,10    |          | François Bayrou (MoDem)           | 12,55    |             | François Hollande (PS)         | 54,42       |             | Nicolas Sarkozy (UMP)     | 45,58       |
| Législatives 2012                                   |          | UMP                            | 35,31    |          | PS                         | 25,79    |          | EÉLV                        | 9,44     |          | FN                                | 8,12     |             | UMP                            | 47,32       |             | PS                        | 37,19       |
| Municipales 2014 (villes de plus de 5000 habitants) |          | UMP                            | 40,62    |          | PS                         | 38,31    |          | EÉLV                        | 31,94    |          | UDI                               | 28,36    |             | PS-EÉLV                        | 43,03       |             | UMP                       | 28,16       |
| Européennes 2014                                    |          | Michèle Alliot-Marie (UMP)     | 21,79    |          | Louis Aliot (FN)           | 18,88    |          | José Bové (EÉLV)            | 16,73    |          | Virginie Rozière (PS)             | 13,61    | Tour unique | Tour unique                    | Tour unique | Tour unique | Tour unique               | Tour unique |
| Sénatoriales 2014                                   |          | Jean-Claude Luche (UDI)        | 60,80    |          | Alain Marc (UMP)           | 48,52    |          | Alain Fauconnier (PS)       | 33,53    |          | Anne-Marie Escoffier (PRG)        | 28,93    |             | Alain Marc (UMP)               | 57,33       |             | Alain Fauconnier (PS)     | 41,96       |
| Départementales 2015                                |          | DVD                            | 19,11    |          | UDI                        | 15,23    |          | FN                          | 12,64    |          | DVG                               | 11,88    |             | DVD                            | 28,32       |             | DVG                       | 14,59       |
| Régionales 2015                                     |          | Dominique Reynié (UMP)         | 30,53    |          | Carole Delga (PS)          | 25,50    |          | Louis Aliot (FN)            | 21,74    |          | Gérard Onesta (EÉLV)              | 10,08    |             | Carole Delga (PS)              | 44,09       |             | Dominique Reynié (UMP)    | 32,70       |
| Présidentielle 2017                                 |          | Emmanuel Macron (EM)           | 25,83    |          | François Fillon (LR)       | 20,78    |          | Jean-Luc Mélenchon (LFI)    | 19,66    |          | Marine Le Pen (FN)                | 16,20    |             | Emmanuel Macron (EM)           | 72,81       |             | Marine Le Pen (FN)        | 27,19       |
| Législatives 2017                                   |          | LREM                           | 39,23    |          | LR                         | 26,26    |          | LFI                         | 13,18    |          | FN                                | 8,00     |             | LREM                           | 62,14       |             | LR                        | 37,86       |
| Européennes 2019                                    |          | Nathalie Loiseau (LREM)        | 24,00    |          | Jordan Bardella (RN)       | 19,08    |          | Yannick Jadot (EÉLV)        | 12,49    |          | François-Xavier Bellamy (LR)      | 9,71     | Tour unique | Tour unique                    | Tour unique | Tour unique | Tour unique               | Tour unique |
| Municipales 2020 (villes de plus de 5000 habitants) |          | LR                             | 36,69    |          | PS                         | 34,88    |          | UDI                         | 26,21    |          | EÉLV                              | 21,21    |             | PS                             | 46,91       |             | LR                        | 36,02       |
| Sénatoriales 2020                                   |          | Alain Marc (MR)                | 60,91    |          | Jean-Claude Anglars (LR)   | 54,95    |          | Florence Cayla (LREM)       | 18,56    |          | Jean-Louis Denoit (PS)            | 15,51    | Tour unique | Tour unique                    | Tour unique | Tour unique | Tour unique               | Tour unique |
| Régionales 2021                                     |          | Carole Delga (PS)              | 44,16    |          | Aurélien Pradié (LR)       | 18,74    |          | Jean-Paul Garraud (RN)      | 12,74    |          | Vincent Terrail-Novès (DVC)       | 11,01    |             | Carole Delga (PS)              | 60,15       |             | Aurélien Pradié (LR)      | 26,15       |
| Départementales 2021                                |          | DVD                            | 33,48    |          | DVG                        | 16,61    |          | UD                          | 13,84    |          | UG-ÉCO                            | 13,03    |             | DVG                            | 28,93       |             | DVD                       | 20,46       |
| Présidentielle 2022                                 |          | Emmanuel Macron (LREM)         | 27,75    |          | Marine Le Pen (RN)         | 20,10    |          | Jean-Luc Mélenchon (LFI)    | 19,15    |          | Jean Lassalle (RES)               | 8,67     |             | Emmanuel Macron (LREM)         | 60,07       |             | Marine Le Pen (RN)        | 39,93       |
| Législatives 2022                                   |          | Ensemble                       | 30,40    |          | NUPES                      | 25,37    |          | LR                          | 15,38    |          | RN                                | 13,78    |             | Ensemble                       | 55,67       |             | NUPES                     | 44,33       |
| Européennes 2024                                    |          | Jordan Bardella (RN)           | 28,17    |          | Raphaël Glucksmann (PS-PP) | 15,72    |          | Valérie Hayer (RE)          | 15,21    |          | Jean Lassalle (AR)                | 8,11     | Tour unique | Tour unique                    | Tour unique | Tour unique | Tour unique               | Tour unique |
| Législatives 2024                                   |          | Ensemble                       | 35,88    |          | RN                         | 33,29    |          | NFP                         | 27,83    |          | LO                                | 1,05     |             | Ensemble                       | 44,19       |             | RN                        | 39,29       |